# Monthly Weather Review
Die Zeitschrift Monthly Weather Review ist eine monatlich erscheinende wissenschaftliche Zeitschrift, die von der American Meteorological Society herausgegeben wird. In dem Journal werden Forschungsberichte zu Analysen oder Vorhersagen von beobachteten oder modellierten Entwicklungen in der Atmosphäre beschrieben, einschließlich von Berichten zur technischen Weiterentwicklung, zur Datenerfassung, Modellverifizierung und zu relevanten Fallstudien.
Die Monthly Weather Review wurde erstmals im Juli 1872 veröffentlicht und damals vom United States Army Signal Corps herausgegeben. Das Büro des Chief Signal Officers gab die Zeitschrift bis 1891 heraus. Dann wurden die meteorologischen Verantwortlichkeiten des Signal Corps dem Weather Bureau übertragen, das unter der Aufsicht des United States Department of Agriculture stand. Auf diese Weise wurde die Zeitschrift bis 1970 veröffentlicht; damals wurde die dem United States Department of the Interior unterstellte National Oceanic and Atmospheric Administration (NOAA) geschaffen. Die NOAA gab die Zeitschrift noch bis Ende 1973 heraus. Seit 1974 wird sie von der American Meteorological Society herausgegeben.

## Belege
1. ↑  Monthly Weather Review, National Oceanic and Atmospheric Administration Central Library.